# Dietro la maschera (film 1948)
Dietro la maschera (Black Bart) è un film del 1948 diretto da George Sherman.

## Trama
Il fuorilegge di vecchia data Jersey Brady racconta la storia del suo ex socio, il famigerato bandito Charles E. Boles, noto anche come Black Bart.
Anni prima, Charles, Lance Hardeen e Jersey lavoravano come fuorilegge quando Charles decide di lasciare la banda, trasferirsi in California e portare a termine un ultimo grande colpo che gli permetterà di rimettersi in carreggiata. Sebbene Lance cerchi di imbrogliare Charles per ottenere la sua parte del bottino nascosto, quest'ultimo tradisce segretamente Lance per primo e ruba tutti i soldi.
Mesi dopo a Sacramento, Charles incontra un ex socio, Clark, che ora usa la sua posizione di avvocato per commettere grandi crimini. Insieme i due progettano di distruggere la banca locale Wells Fargo, creare una propria banca al suo posto e trarre profitto dalla crescente attività della corsa all'oro. Nei due mesi successivi, Clark informa Charles di tutte le spedizioni di denaro Wells Fargo e un Charles travestito deruba ogni tappa finché la gente del paese non perde fiducia nella banca.
Un giorno, quando un Charles mascherato, ora noto come Black Bart, ferma una carrozza che trasporta Lance, Jersey e la celebre ballerina Lola Montez, Lance riconosce la voce di Charles e aiuta a salvare la carrozza dal suo furto. Egli porta quindi la carrozza alla stazione di posta della banca, dove impressiona ulteriormente Lola salvando la gamba rotta dell'autista. Poco dopo, tuttavia, Charles, nei panni di Black Bart, incuriosisce anche Lola quando si intrufola nella stazione, le restituisce il braccialetto di diamanti e la abbraccia prima di scappare.
Il giorno dopo, quando raggiungono Sacramento, il manager della Wells Fargo, Mark Lorimer, e lo sceriffo Gordon assumono Lance e Jersey, che considerano i loro nuovi eroi, come guardie della carrozza. Charles, un rispettato allevatore di giorno, li accoglie nel bar locale e, sebbene Lance riveli di sapere che Charles è Black Bart e gli dica che vuole Lola, quest'ultimo insiste affinché portino fuori Lola insieme. Un giorno, Charles riesce a trovare Lola da sola e i due si innamorano, ma, dopo aver ammesso di essere Black Bart, lei lo implora di rinunciare alla sua vita criminale per stare con lei, e lui accetta dopo un ultimo lavoro.
Nel frattempo lo sceriffo Gordon escogita un piano per Lance affinché faccia da palo per una squadra di agenti che devono sorvegliare un pullman che trasporta il carico che salverà Wells Fargo. Mentre Lance e Jersey progettano di rapinare il palco e dare la colpa a Black Bart, Clark dice a Charles che se il palco riesce a passare, il loro piano sarà rovinato. Black Bart incontra il palco, ordina a Jersey di buttare a terra il salvadanaio mentre il palco passa e scappa da Lance. Quando apre il salvadanaio, tuttavia, lo trova vuoto e si rende conto che i soldi devono essere ancora alla stazione di ritrasferimento.
Quella notte, dopo che Charles dice a Lola che deve tornare indietro per recuperare i soldi, lei lo convince a non correre il rischio. Charles dice quindi a Lance che può rubare e tenere tutti i soldi da solo. Lance, tuttavia, costringe Charles ad andare con lui alla stazione di posta e, non appena arrivano, vengono aggrediti da una banda in attesa. Fuggono in un granaio, ma quando la banda gli dà fuoco, sono costretti a scappare e vengono entrambi colpiti.
Facendo un'ultima dichiarazione sul non sapere cosa sia successo a Lola dopo l'incidente e sul fatto che la morte di Charles lo ha convinto a rimettersi in carreggiata, Jersey conclude la sua storia dalla sua attuale casa, una cella di prigione.